# Kiowa (Kansas)
Kiowa is een plaats (city) in de Amerikaanse staat Kansas, en valt bestuurlijk gezien onder Barber County.

## Demografie
Bij de volkstelling in 2000 werd het aantal inwoners vastgesteld op 1055.
In 2006 is het aantal inwoners door het United States Census Bureau geschat op 967, een daling van 88 (-8,3%).

## Geografie
Volgens het United States Census Bureau beslaat de plaats een oppervlakte van
2,7 km², geheel bestaande uit land. Kiowa ligt op ongeveer 406 m boven zeeniveau.

## Plaatsen in de nabije omgeving
De onderstaande figuur toont nabijgelegen plaatsen in een straal van 20 km rond Kiowa.